# Championnat du Brésil de football de deuxième division 1989
Navigation
Serie B 1988 Serie B 1990
La saison 1989 de Série B est la onzième édition du championnat du Brésil de football de deuxième division, qui constitue le deuxième échelon national du football brésilien. 

## Compétition
Cette année 96 équipes participent au championnat. Au premier tour elles sont réparties dans 16 groupes de six équipes. Les équipes se rencontrent deux fois, les deux premiers de chaque groupe se qualifient pour les seizièmes de finale. Ensuite la compétition continue suivant le format coupe, avec huitièmes, quarts, demi-finale et finale. Tous les tours sont joués en match aller et retour.
Le vainqueur est déclaré champion de deuxième division et est promu en championnat du Brésil 1989 avec le finaliste.

### Tableau final
|  | Demi-finales  | Demi-finales  | Demi-finales | Demi-finales |            |            | Finale | Finale | Finale | Finale |
|  |               |               |              |              |            |            |        |        |        |        |
|  |               |               |              |              |            |            |        |        |        |        |
|  | Clube do Remo | Clube do Remo | 0            | 0(1)         |            |            |        |        |        |        |
|  | Clube do Remo | Clube do Remo | 0            | 0(1)         |            |            |        |        |        |        |
|  | Bragantino    | Bragantino    | 0            | 0(4)         |            |            |        |        |        |        |
|  | Bragantino    | Bragantino    | 0            | 0(4)         | Bragantino | Bragantino | 1      | 2      |        |        |
|  |               |               |              |              | Bragantino | Bragantino | 1      | 2      |        |        |
|  |               |               | São José     | São José     | 0          | 1          |        |        |        |        |
|  | Catuense      | Catuense      | São José     | São José     | 0          | 1          | 1      | 0      |        |        |
|  | Catuense      | Catuense      |              |              |            |            |        | 0      |        |        |
|  | São José      | São José      | 1            | 1            |            |            |        |        |        |        |
|  | São José      | São José      | 1            | 1            |            |            |        |        |        |        |

Légende des couleurs
- Qualification pour la finale
- Champion de Serie B.

Bragantino gagne son premier titre de champion de deuxième division, le club est promu en première division en compagnie du finaliste São José.